# Takács Máté (építészmérnök)
Takács Máté (Mindszent, 1937–) építészmérnök; az 1968-as Szeged Város Műszaki Díj, az 1971-es Magyar Építőművészek Plakettje, az 1981-es Hild János Emlékérem és a „Habitat 1993” Emlékérem tulajdonosa.

## Szakmai tevékenysége
Első munkahelye a Fővárosi 2. sz Építőipari Vállalat, majd 1963-tól 1964-ig a Műszaki Egyetem Városépítési Tanszékének tanársegédje. 1964-től 1969-ig a Szegedi Tervező Vállalat tervezője és műteremvezetője. Ezt követően Szeged mj. Városi Tanács városi főépítésze. 1969 és 1970 között városépítési-városgazdasági szakmérnöki kurzuson vett részt. 1968-tól 1998. évi nyugdíjazásáig a Dél-magyarországi Tervező Vállalat igazgatója. 1992 -től mint magánvállalkozó, építész és településtervezési vezető tervező. Számos jelentősebb településrendezési munkája mellett több ízben publikált. Tagja a Magyar Építőművészek Szövetségének, a Magyar Urbanisztikai Társaságnak, és a Magyar Építész Kamarának.

## Szakmai, társadalmi elismerései
- 1968: Szeged Város Műszaki Díj
- 1971: Magyar Építőművészek Plakettje
- 1981: Hild János Emlékérem
- 1993: "Habitat 1993" Emlékérem